# Colli di Conegliano
Les Colli di Conegliano  est un vignoble italien de la région de Vénétie doté d'une appellation DOC depuis le 3 août 1993. Seuls ont droit à la DOC les vins récoltés à l'intérieur de l'aire de production définie par le décret. 

## Aire de production
Les vignobles autorisés se situent rive gauche du Piave en  Trévise dans les communes de Cappella Maggiore, Cison di Valmarino, Colle Umberto, Conegliano, Cordignano, Farra di Soligo, Fregona, Follina, Miane, Pieve di Soligo, Refrontolo, Revine Lago, San Fior, San Pietro di Feletto, San Vendemiano, Sarmede, Susegana, Tarzo et Vittorio Veneto. 
Le vignoble se recoupe avec le Prosecco di Conegliano Valdobbiadene, connu pour les vins mousseux.

## Vins, appellations
Sous l’appellation, les vins suivants sont autorisés :
- Colli di Conegliano Refrontolo passito
- Colli di Conegliano Torchiato di Fregona
- Colli di Conegliano bianco
- Colli di Conegliano rosso